# Burgos-BH/Saison 2024
Dieser Artikel beschreibt die Mannschaft und die Siege des Radsportteams Burgos-BH in der Saison 2024.

## Mannschaft
| Teamkader 2024                                      | Teamkader 2024     | Teamkader 2024 | Teamkader 2024                                 |
| Name                                                | Geburtsdatum       | Land           | Vorheriges Team                                |
| --------------------------------------------------- | ------------------ | -------------- | ---------------------------------------------- |
| Clément Alleno                                      | 8. Oktober 2000    | Frankreich     | Dinan Sport Cycling (2022)                     |
| Antonio Angulo                                      | 18. August 1992    | Spanien        | Euskaltel-Euskadi (2022)                       |
| Mario Aparicio                                      | 23. April 2000     | Spanien        | Gomur-Cantabria Infinita (2020)                |
| Jetse Bol                                           | 8. September 1989  | Niederlande    | Manzana Postobón (2018)                        |
| Georgios Bouglas                                    | 17. November 1990  | Griechenland   | Matrix Powertag (2023)                         |
| Sergio Geovani Chumil                               | 8. Oktober 2000    | Guatemala      |                                                |
| David Delgado                                       | 13. Juli 2000      | Spanien        | Club Ciclista Padronés (2023)                  |
| José Manuel Díaz                                    | 18. Januar 1995    | Spanien        | Gazprom-RusVelo (2022)                         |
| Jesús Ezquerra                                      | 30. November 1990  | Spanien        | Sporting-Tavira (2017)                         |
| Eric Fagúndez                                       | 19. August 1998    | Uruguay        | Club Ciclista Centro Uruguay de Vergara (2019) |
| Sinuhé Fernández                                    | 15. Juni 2000      | Spanien        | Club Ciclista Padronés (2023)                  |
| Alejandro Franco                                    | 26. September 2001 | Spanien        | Gomur-Cantabria Infinita (2022)                |
| Ángel Fuentes                                       | 5. November 1996   | Spanien        |                                                |
| Aaron Gate                                          | 26. November 1990  | Neuseeland     | Bolton Equities Black Spoke Pro Cycling (2023) |
| George Jackson                                      | 20. Februar 2000   | Neuseeland     | Bolton Equities Black Spoke Pro Cycling (2023) |
| Victor Langellotti                                  | 7. Juni 1995       | Monaco         | UC Monaco (2017)                               |
| Sebastián Mora                                      | 19. Februar 1988   | Spanien        | Manuela Fundación (2023)                       |
| Ander Okamika                                       | 2. April 1993      | Spanien        |                                                |
| Óscar Pelegrí                                       | 30. Mai 1994       | Spanien        | Electro Hiper Europa (2021)                    |
| Sainbajaryn Dschambaldschamts                       | 4. September 1996  | Mongolei       | Terengganu Polygon Cycling Team (2023)         |
| Rodrigo Álvarez                                     | 24. August 1999    | Spanien        |                                                |
| Karel Vacek (9. Feb.–31. Dez.)                      | 9. September 2000  | Tschechien     | Team Corratec-Selle Italia (2023)              |
| Marc Cabedo Hernández (1. Aug.–31. Dez., Stagiaire) | 28. Januar 2002    | Spanien        |                                                |
| Francesc Bennassar (1. Aug.–31. Dez., Stagiaire)    | 8. Juli 2002       | Spanien        |                                                |
|                                                     |                    |                |                                                |
| Quelle: ProCyclingStats                             |                    |                |                                                |

## Siege
| Siege    | Siege                                                                | Siege                        | Siege  | Siege                         | Siege |
| Datum    | Rennen                                                               | Staat                        | Klasse | Sieger                        |       |
| -------- | -------------------------------------------------------------------- | ---------------------------- | ------ | ----------------------------- | ----- |
| 30. Jan. | Sharjah International Cycling Tour, 4. Etappe                        | Vereinigte Arabische Emirate | 2.2    | Mario Aparicio                |       |
| 10. Feb. | Neuseeländische Straßen-Radmeisterschaften, Straßenrennen der Männer | Neuseeland                   | CN     | Aaron Gate                    |       |
| 13. Apr. | Ozeanienmeisterschaften, Einzelzeitfahren der Männer                 | Australien                   | CC     | Aaron Gate                    |       |
| 23. Jun. | Guatemalische Meisterschaften, Straßenrennen der Männer              | Guatemala                    | CN     | Sergio Geovani Chumil         |       |
| 23. Jun. | Mongolische Meisterschaften, Einzelzeitfahren der Männer             | Mongolei                     | CN     | Sainbajaryn Dschambaldschamts |       |
| 8. Jul.  | Tour of Qinghai Lake, 2. Etappe                                      | China                        | 2.Pro  | Eric Fagúndez                 |       |
| 10. Jul. | Tour of Qinghai Lake, 4. Etappe                                      | China                        | 2.Pro  | Mario Aparicio                |       |
| 14. Jul. | Tour of Qinghai Lake, 8. Etappe                                      | China                        | 2.Pro  | Eric Fagúndez                 |       |
| 27. Jul. | Portugal-Rundfahrt, 3. Etappe                                        | Portugal                     | 2.1    | Sergio Geovani Chumil         |       |
| 29. Aug. | Tour of Hainan, 3. Etappe                                            | China                        | 2.1    | Aaron Gate                    |       |
| 30. Aug. | Tour of Hainan, 4. Etappe                                            | China                        | 2.1    | Aaron Gate                    |       |
| 31. Aug. | Tour of Hainan, Gesamtwertung                                        | China                        | 2.1    | Aaron Gate                    |       |

## UCI-Weltranglisten-Platzierungen
| UCI-Ranking | UCI-Ranking                   | UCI-Ranking  | UCI-Ranking |
| Fahrer      | Fahrer                        | Land         | Punkte      |
| ----------- | ----------------------------- | ------------ | ----------- |
| 117.        | Aaron Gate                    | Neuseeland   | 815 P.      |
| 252.        | José Manuel Díaz              | Spanien      | 356 P.      |
| 315.        | Eric Fagúndez                 | Uruguay      | 277 P.      |
| 320.        | Sainbajaryn Dschambaldschamts | Mongolei     | 274.3 P.    |
| 405.        | Mario Aparicio                | Spanien      | 215 P.      |
| 415.        | Victor Langellotti            | Monaco       | 206 P.      |
| 452.        | Sergio Geovani Chumil         | Guatemala    | 189 P.      |
| 631.        | Georgios Bouglas              | Griechenland | 112 P.      |
| 660.        | Ander Okamika                 | Spanien      | 105 P.      |
| 1234.       | Antonio Angulo                | Spanien      | 41 P.       |
| 1285.       | George Jackson                | Neuseeland   | 38 P.       |
| 1504.       | Clément Alleno                | Frankreich   | 29 P.       |
| 1866.       | Rodrigo Álvarez               | Spanien      | 18 P.       |
| 1935.       | Ángel Fuentes                 | Spanien      | 15 P.       |
| 2109.       | Jesús Ezquerra                | Spanien      | 12 P.       |
| 2364.       | Karel Vacek                   | Tschechien   | 8 P.        |
| 2365.       | David Delgado                 | Spanien      | 8 P.        |
| 3070.       | Sinuhé Fernández              | Spanien      | 3 P.        |